# Edward Bilut
Edward Jan Bilut (ur. 23 sierpnia 1932 w Rzeszowie, zm. 24 października 2000) – polski działacz samorządowy i partyjny, w latach 1974–1977 prezydent Rzeszowa.

## Życiorys
Syn Józefa i Stefanii. W 1966 wstąpił do Polskiej Zjednoczonej Partii Robotniczej. Od 1975 do 1977 należał do egzekutywy Komitetu Miejskiego PZPR w Rzeszowie. Od 1 stycznia 1974 do
14 lipca 1977 zajmował stanowisko prezydenta Rzeszowa.

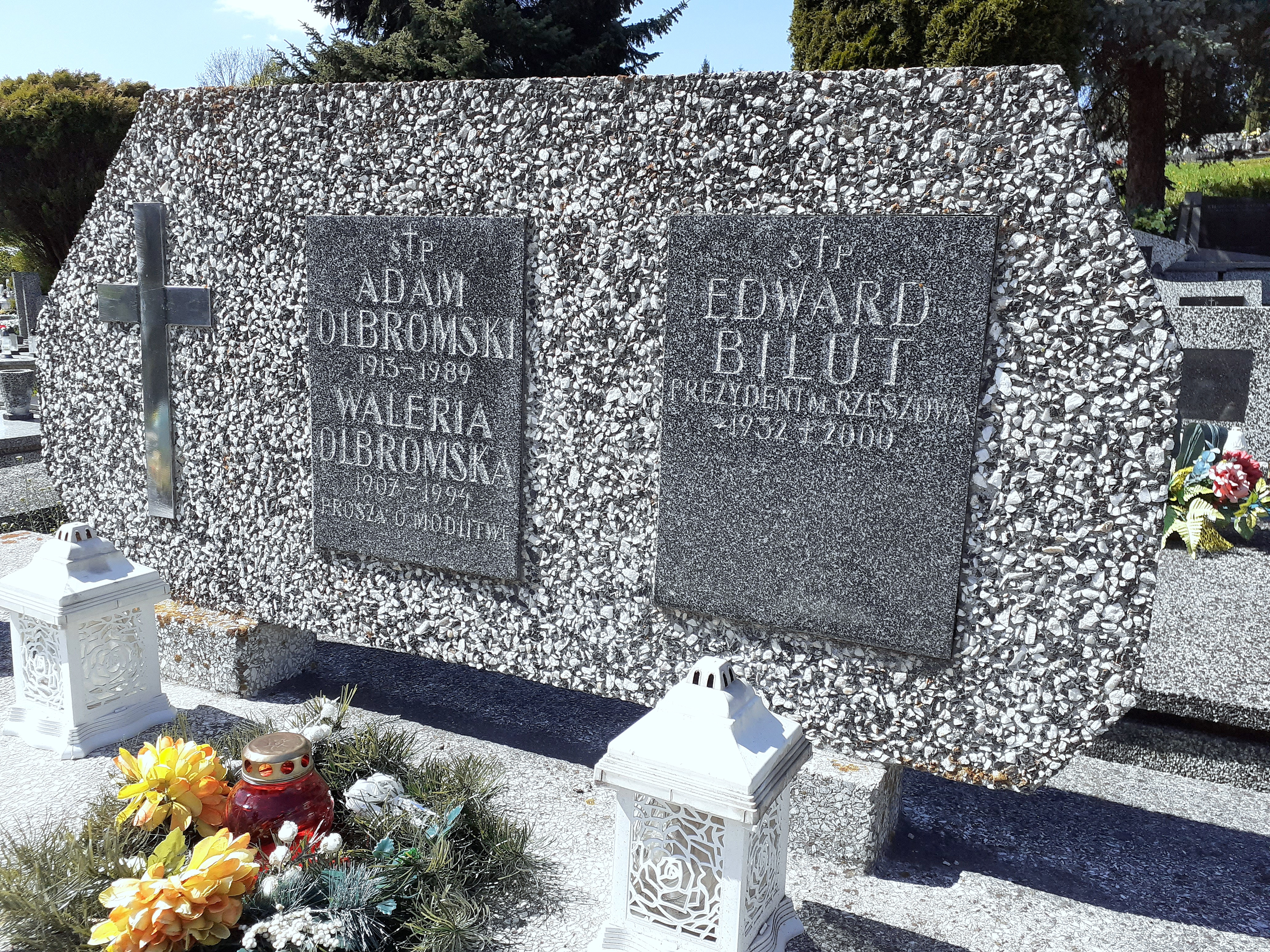
Grobowiec Edwarda Biluta

Został pochowany na cmentarzu Wilkowyja w Rzeszowie.